# アートウィーク東京
アートウィーク東京（Art Week Tokyo）は、一般社団法人コンテンポラリーアートプラットフォームがアートバーゼルと提携し、日本の現代アートを国内外に紹介する現代アートイベント。
国立新美術館や東京都現代美術館のような国営・公営の美術館、資生堂ギャラリーや銀座メゾンエルメスフォーラムなどの企業が運営する美術館、そしてアーティストと密な連携をとって活動するギャラリーなど、総数50の施設が「現代アート」を軸に集い協働した。

## コンテンポラリーアートプラットフォーム
コンテンポラリーアートプラットフォームは、アートバーゼルと提携し、アートウィーク東京を開催する一般社団法人。2008年に東京東麻布にタケニナガワを設立し、新進作家から歴史的な評価の⾼い作家まで、現代アートの文脈で活躍する日本人作家を国際的にプロモーションする蜷川敦子と、シークエッジグループCEO、実業之日本社社主を務め、2021年に言論と研究のためのオンラインプラットフォーム実業之日本フォーラムを設立した白井一成の2名が共同代表を務める。

## 沿革
2021年
2022年の本格ローンチを目指し、2021年11月4日～7日にプレイベントが開催された。
- 会期：2021年11月4日（木）～11月7日（日）
- 時間：10:00−18:00
- 会期：都内50軒の美術館とギャラリー
- アクセス：錦糸町、新宿、天王洲、駒込といった東京の東西南北をカバーしながら4つの巡回ルートでアートバスを運行。参加者はフリーパスによってバスに乗りながら参加するギャラリーや美術館を巡回。バスは約15分間隔で運行

2022年
ローンチイヤーとなった2022年は、公式アプリ「AWT PASS」を使って会場を巡り、オンライントーク、ビデオプログラム、ラウンドテーブル、オンラインプラットフォームなど、多角的な催しが実施された。
- 会期：2022年11月3日（木）～11月6日（日）
- 時間：10:00−18:00
- 会期：都内52軒の美術館／インスティテューションとギャラリー
- アクセス：6つのルートを巡回する無料のシャトルバスが運行。バスは約15分間隔で巡回
- 専用アプリ：無料アプリ「アートウィーク東京」専用アプリは、シャトルバスの運行状況の確認のほか、ルートマップや会場案内を調査可能。

2023年
これまでの催しに加え、美術館での作品鑑賞とギャラリーでの作品購⼊というふたつの体験を掛け合わせた「買える展覧会」である「AWT FOCUS」が開始。第一回目のアーティスティック・ディレクターは保坂健二朗（滋賀県立美術館ディレクター）が務めた。
- 会期：2023年11月2日（木）～11月5日（日）
- 時間：10:00−18:00
- 会期：都内50軒の美術館／インスティテューションとギャラリー
- アクセス：7つのルートを巡回する無料のシャトルバスが運行。バスは約15分間隔で巡回

2024年
- 会期：2024年11月 7日（木）～11月10日（日）
- 時間：10:00−18:00
- 会期：都内53軒の美術館／インスティテューションとギャラリー
- アクセス：6つのルートを巡回する無料のシャトルバスが運行。バスは約15分間隔で巡回